# María Abel Diéguez
María Abel Diéguez (Lugo, 23 de octubre de 1974) es una atleta española.

## Trayectoria
Fue campeona de España de 5.000 metros en 1996. En ese año consiguió la mejor marca de España sub-23 en la distancia de 2.000 metros. Participó en los Juegos Olímpicos de Sídney 2000 en la categoría de 10.000 metros, y en los Juegos Olímpicos de Atenas 2004 en maratón.
Como corredora de cross, fue campeona de España en el año 2000 (Orense) y 2003 (Ibiza), en esta especialidad ya había participado en el Campeonato del Mundo en la categoría júnior en Amorebieta (Vizcaya) en 1993.
También participó en cuatro Campeonatos de España en la distancia de 10.000 metros, donde quedó campeona en Salamanca en 1997, en 3er puesto en Cáceres en 1999, y en Gijón, en 2000, donde hizo la mejor marca de su vida en esta distancia (32:02:2); en el 2001, en Mataró, quedó en 4a posición. También empezó a competir medio maratón y maratón.
En el Maratón de Rótterdam 2001 consiguió el 3er puesto con una marca de 2:69:46 h. En 2002 ganó el Maratón de Valencia (2:28:07) -la mejor marca en esa fecha de una mujer en la carrera- y en el de Fráncfort del Meno, en este último consiguió la mejor marca de su vida (2:26:58).
En cuanto a medio maratón, participó en el Mundial de Palermo en 1999 y en el de Bruselas en 2002. Fue campeona en medio maratón en Arona, Tenerife, en 2001 (1:13:30); en el de Azkoitia Azpeitia en 2005 quedó en el 3er puesto con un tiempo de 1:16:50 h.
A nivel gallego consiguió cuatro títulos gallegos en pista, dos de 3 000 metros (1994 y 1995, Vigo, con unos tiempos de 9.33.76 y 9.56.02 respectivamente) uno de 1 500 metros (1996, Santiago de Compostela, con un tiempo de 4.33.78) y otro de 5 000 (1997, Vigo, 16.38.67).
Después de los Juegos Olímpicos de Atenas comenzó con problemas estomacales que hicieron tuviera que abandonar su carrera deportiva en 2008.

## Mejores tiempos personales
- 3000 m: 9:12,83 min, 28 de mayo de 1999, Sevilla.
- 5000 m: 15:40,13 min, 2 de septiembre de 2000, Barcelona.
- 10.000 m: 32:02,2 min, 20 de agosto de 2000, Gijón.
- Media maratón: 1:10:52 h, 20 de enero de 2002, Santa Pola.
- Maratón: 2:26:59 h, 27 de octubre de 2002, Frankfurt am Main.